# Čolek dravý
Čolek dravý (Triturus carnifex), také čolek jihoevropský, je mlokovitý obojživelník. Obývá Itálii, severozápad Bosny a Hercegoviny, Slovinsko, Chorvatsko, jih Švýcarska, dále Rakousko a západ Maďarska, žije i v Česku, a sice v oblasti jižní Moravy při povodí řeky Dyje. Do některých dalších částí Evropy byl introdukován. Druh je ohrožen ztrátou přirozeného prostředí.
Čolek dravý je největším druhem svého rodu, samice jsou větší než samci a měří celkově asi 180 mm, samci dosahují velikosti okolo 150 mm. Různé populace se liší ve velikosti, rovněž zbarvení je v různých lokalitách odlišné. Biologie čolka dravého se podobá biologii čolka velkého. Dospělci se na zemi živí žížalami, stejnonožci či měkkýši, ve vodě konzumují potravu menší. Rozmnožování probíhá ve stojatých až mírně průtočných vodách od dubna do června a během této doby žijí čolci ve vodě. Samice jednotlivě naklade až 250 vajíček, ze kterých se asi za dva týdny vylíhnou larvy. Ty měří maximálně 12 mm a dospělci se z nich stávají za dva až tři měsíce. Čolek dravý zimuje v podzemí, samice s nedospělými jedinci někdy i ve vodě.

## Nomenklatura
Čolek dravý (Triturus carnifex) patří do čeledi mlokovití a rodu Triturus. V západní části Balkánu žije populace čolků, která byla až do roku 2007 vedena jako poddruh Triturus carnifex macedonicus. V daném roce však byla kvůli neobjasněné fylogenezi rodu Triturus provedena molekulární analýza, která tento poddruh vyčlenila jako samostatný druh Triturus macedonicus.
Čolek dravý může hybridizovat s ostatními čolky, zvláště pak s čolkem velkým (Triturus cristatus), s nímž se kříží severně od pohoří Alp, ale také s čolkem dunajským (Triturus dobrogicus).
Populace čolků žijící v Česku je ze systematického a evolučního hlediska značně specifická, představuje totiž kombinaci jaderných a mitochondriálních genomů tří druhů (carnifex, cristatus, dobrogicus), a umožňuje tak studovat holocenní rekolonizaci střední Evropy ze strany čolků, jakož i evoluci hybridních zón. Podle dostupných dat se zdá, že refugiem pro čolka dravého bylo zřejmě podhůří Alp v oblasti u Jaderského moře, zatímco čolek velký přečkal poslední dobu ledovou v oblasti Karpat. Průsečíkem zpětné kolonizace těchto druhů z jihu a východu byla oblast Znojemska a Dolních Rakous. Jedinci, u kterých analýza jaderného genomu ukazuje přítomnost znaků čolka dravého, mají navíc překvapivě mtDNA odpovídající čolku dunajskému. Ke křížení mezi oběma druhy zřejmě došlo v postglaciálním období v oblasti západní Panonie, kdy došlo k jednosměrné introgresi mtDNA do genomu čolků dravých, kteří se pak rozšířili do regionů, kde následně hybridizovali s čolkem velkým.
Druh popsal Joseph Nicolaus Laurenti v roce 1768. Synonymními jmény jsou: Molge cristatus carnifex var. neapolitana, Triton (Alethotriton) cristatus platycephalus, Triton (Neotriton) carnifex, Triton cristatus carnifex forma alpina, Triton cristatus var. carnifex, Triturus carnifex carnifex, Triturus cristatus carnifex a Triturus cristatus platycauda. Alternativní český název pro druh je čolek jihoevropský.

## Výskyt

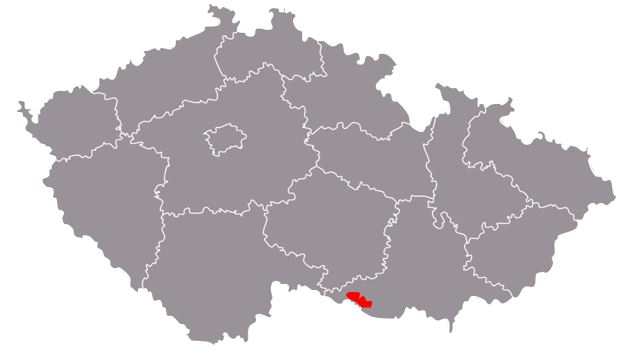
Rozšíření čolka dravého na území Česka

Čolek dravý obývá Itálii, severozápad Bosny a Hercegoviny, Slovinsko, Chorvatsko, jih Švýcarska, dále Rakousko a západ Maďarska, v Česku žije při povodí řeky Dyje na jižní Moravě v blízkosti rakouských hranic. Na českém území byl objeven roku 1997, objevitelem se stal Antonín Reiter, zoolog pracující v městském muzeu ve Znojmě. Možný výskyt je v jižních Čechách, u obce Rapšach na Jindřichohradecku se podařilo prokázat výskyt hybridních jedinců čolka velkého a čolka dravého. Na Slovensku nebyl jeho výskyt zjištěn.
Čolek dravý byl introdukován například do Spojeného království, Nizozemska či Belgie. Jednalo se převážně o zvířata, která utekla ze zajetí. Nepůvodní populace se vyskytuje také v oblasti Ženevského jezera, kam byli čolci zavlečeni buďto začátkem 20. století, nebo roku 1967, a možná na Azorách.
Čolek dravý obývá řadu biotopů, žije například v blízkosti travnatých porostů či křovin, nevadí mu ani suché oblasti s bukovým porostem. Je sladkovodní a během období rozmnožování vyhledává stojaté vody, v případě nouze i pomalu tekoucí vody. V severní Itálii se přizpůsobil životu na rýžových polích. Může žít až do nadmořské výšky 2 140 m, v Česku obývá nejčastěji nížinaté oblasti mezi 200 až 250 m.
Čolek dravý snáší i určitým způsobem narušená stanoviště, přičemž se zdá být přizpůsobivějším druhem než čolek velký. Některé nepůvodní populace čolků dravých ve Švýcarsku dokonce dominují nad populacemi čolků velkých.

## Popis

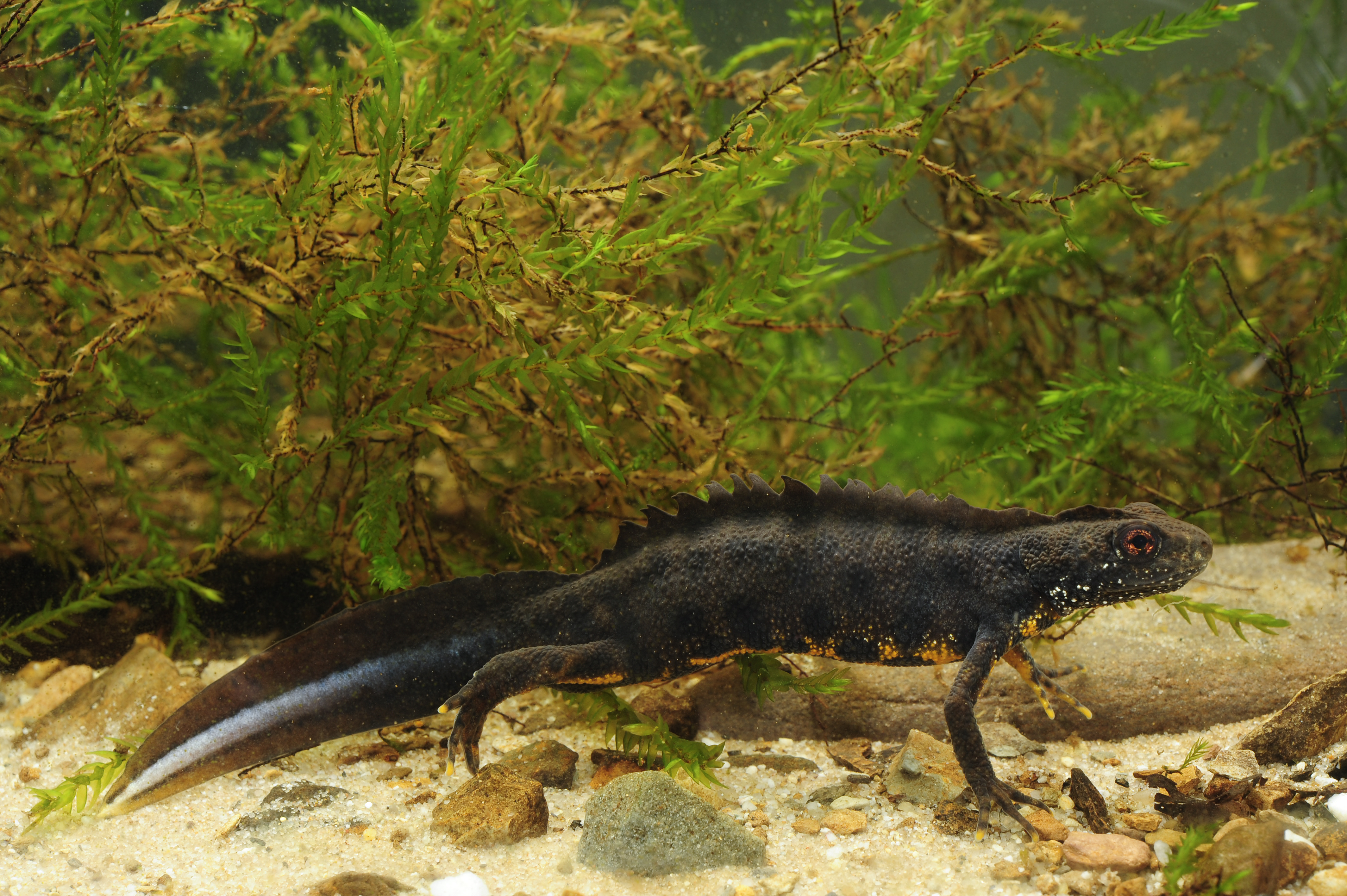
Čolek dravý

Čolek dravý je největším druhem svého rodu, má robustní postavu se širokým hřbetem a zaobleným čenichem, končetiny jsou krátké a silně stavěné. Tlamka se vyznačuje nápadnými převislými pysky. Samice měří od čenichu po kloaku 55 až 88 mm (celková délka těla činí zhruba 180 mm), velikost samců mezi čenichem a kloakou činí 54 až 80 mm (celková délka těla asi 150 mm); samice jsou větší než samci. Různé populace mohou dosahovat odlišných velikostí, přičemž jedinci žijící v chladných oblastech s vyšším úhrnem srážek, kteří mají krátké období aktivity, jsou obvykle větší. V chladném podnebí se zároveň zvýrazňuje pohlavní dimorfismus.

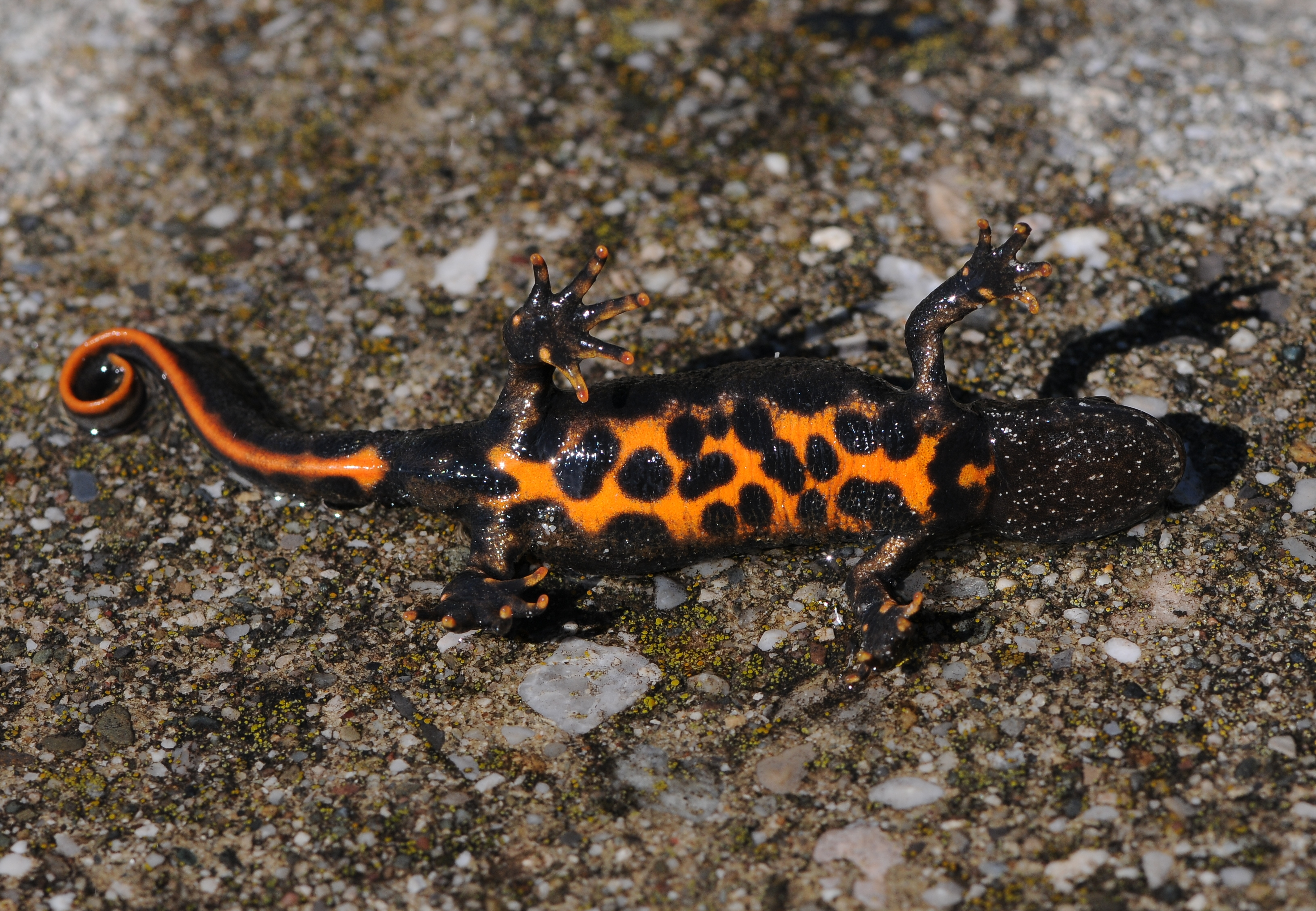
Čolek dravý, břicho

Zbarvení druhu je variabilní a závisí na lokalitě, čolci draví z různých oblastí mohou vypadat zcela odlišně. Tělo je pokryto šedě lemovanými skvrnami černého zabarvení. V Česku obvykle převažují čolci se základním zbarvením hnědavým či kaštanovým, často s nádechem do žlutohněda, nebo vysloveně žlutohnědí jedinci. Tělo může být jemně našedlé. Výjimečný je namodralý nádech, a to ještě pouze u samců. Ventrální strana je nejčastěji sytě oranžovočervená, spodek těla pokrývají černé skvrnky, jež mohou mít různé tvary, až do sebe splývat. Hrdlo má zbarvení matně žlutooranžové či naoranžovělé, v obou případech s nahnědlým nádechem, případně může být hnědočerné či šedočerné. Je poseté tečkovaným nebo mramorovaným vzorem.
V Rakousku nebo Itálii žijí naproti tomu i jedinci zbarvení světle modrošedě, samci ze středomořských regionů pak mohou být v době rozmnožování světle modří. Formy z jižní Evropy také mají často jenom nevýrazné skvrny na bocích.
Zády se u samic a mladých jedinců táhne oranžovohnědá až světle oranžová páteřní linka, vyvinout se však může neúplná, anebo vůbec žádná. Samice jsou zbarveny méně pestrými barvami než samci. Samcům se navíc v období rozmnožování zvýrazní jejich ploutevní lem, jenž je vlnitý a hladký. Kůží čolci vylučují toxický sekret, přesto však tvoří potravu pro řadu predátorů.
Ze všech druhů rodu Triturus se nejvíce podobá čolkovi velkému (Triturus cristatus). Liší se hladším povrchem kůže, mohutnějšími končetinami a širším kořenem ocasu, jakož i počtem hrudních obratlů (čolek velký jich má 16, čolek dravý 15).

## Chování

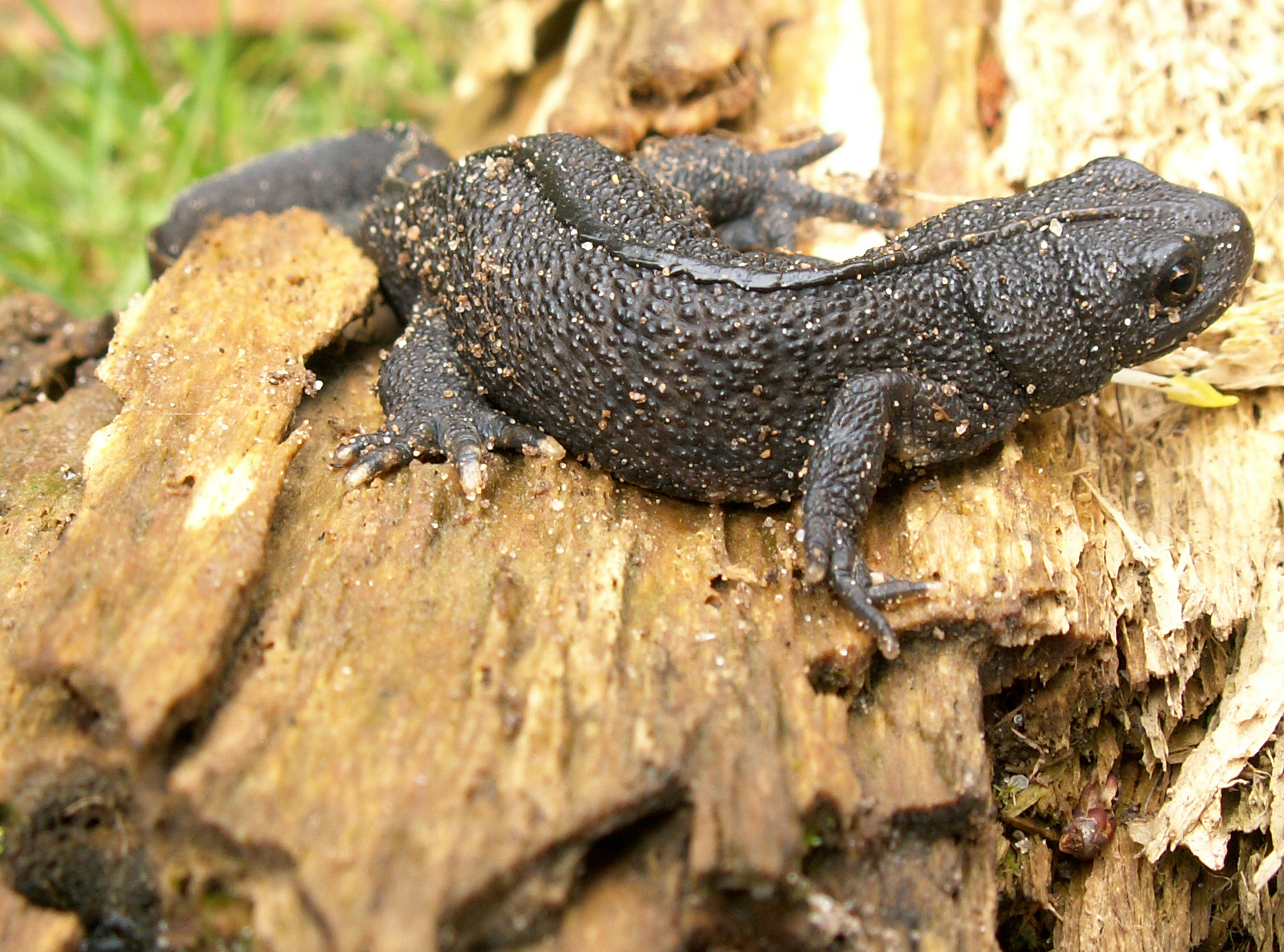
Samec čolka dravého

Biologie čolka dravého se podobá biologii čolka velkého, rozdíly mezi těmito druhy jsou předmětem výzkumu. Aktivitu projevuje čolek dravý hlavně v noci. Je pozemním druhem, ale během období páření žije ve vodě. Útočiště hledá pod zemí a preferuje pórovitý terén, ukrývá se například na propustných svazích, v bahnitých březích vodních nádrží či pod kameny nebo kmeny stromů. Zde tráví i zimní měsíce. Probouzí se během března a dubna, vliv z tohoto pohledu má především oslunění zimoviště a průběh počasí v daném roce. Následně se čolci páří. Po skončení období rozmnožování samci opouštějí vodní prostředí a žijí dále na souši, kdežto samice s nedospělými jedinci z předchozích let zůstávají ve vodě až do srpna, někdy i celý rok. V takovém případě zde pak také přezimují. Ve volné přírodě je pro sledování čolka dravého nejvhodnější období mezi koncem března a polovinou května.
Larvy čolků dravých se živí vodními bezobratlými, jinými larvami či pulci. Dospělci na souši loví větší kořist, například hmyz, žížaly, stejnonožce a měkkýše, ale i drobné obratlovce. Ve vodě jejich potravu tvoří menší bezobratlí, například larvy hmyzu. Konzumují zde však i mladé čolky a pulce. Kanibalismus byl u tohoto druhu zaznamenán jak u dospělců, tak u larev.

### Rozmnožování a vývoj

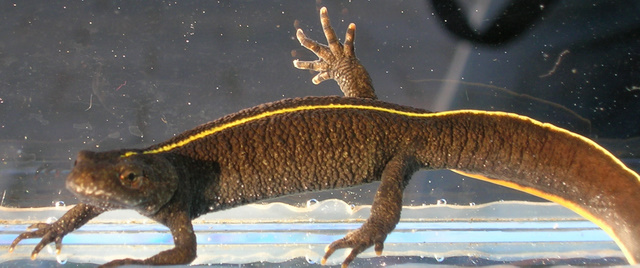
Čolek dravý, samice

Rozmnožování u čolků dravých probíhá především od dubna do června, někdy však lze nalézt náhradní snůšky vajíček i v červenci. Páření probíhá v neznečistěných stojatých či mírně průtočných vodách, někdy i v uměle vytvořených prostředích s vegetačním krytem, oblíbeným místem jsou například pískovny či menší rybníky. Preferovaná hloubka u stojatých vod činí 40 až 80 cm, u průtočných pak minimálně 20 cm, aby se v případě hrozícího nebezpečí čolci ukryli v hlubině. Před samotným pářením čolci provádějí složité svatební tance, při nichž se samec snaží zaujmout samici a připravit správnou pozici pro nasátí spermatoforu do kloaky samice.
Samice naklade asi 250 vajíček, přičemž jedno je velké 4,9–5,6 mm. Každé vajíčko samice ukládá samostatně, například na lodyhy listů či na různé předměty, hlavně v průtočných vodách. Asi za 14 dní se vylíhnou larvy. V důsledku letální mutace na prvním chromozomu se většinou polovina snůšky zničí ještě během vývoje.
Larva měří po vylíhnutí maximálně 12 mm. V průběhu vývoje se jí vytváří ploutevní lem s šedočernými až černými melaninovými skvrnami. Zbarvení celého těla je šedožluté až běložluté. Po boku se larvě obvykle táhne podélná skvrna oranžové, případně špinavě žluté barvy, která může zasahovat až na břicho; pomocí tohoto znaku lze larvu čolka dravého odlišit od larev ostatních čolků – dunajského a velkého. Za dva až tři měsíce se larvy proměňují v čolky, mladí jedinci po metamorfóze měří 42 až 58 mm. Larvy žijí pelagicky, což je činí zranitelné ze stran vodních predátorů. Pohlavní dospělosti je u samic dosaženo ve 2 až 5 letech života, u samců ve 3 až 5 letech života, rozdíly nejsou nijak zvlášť významné. Čolek dravý je poměrně dlouhověký, může dosáhnout i věku 18 let.

## Ohrožení

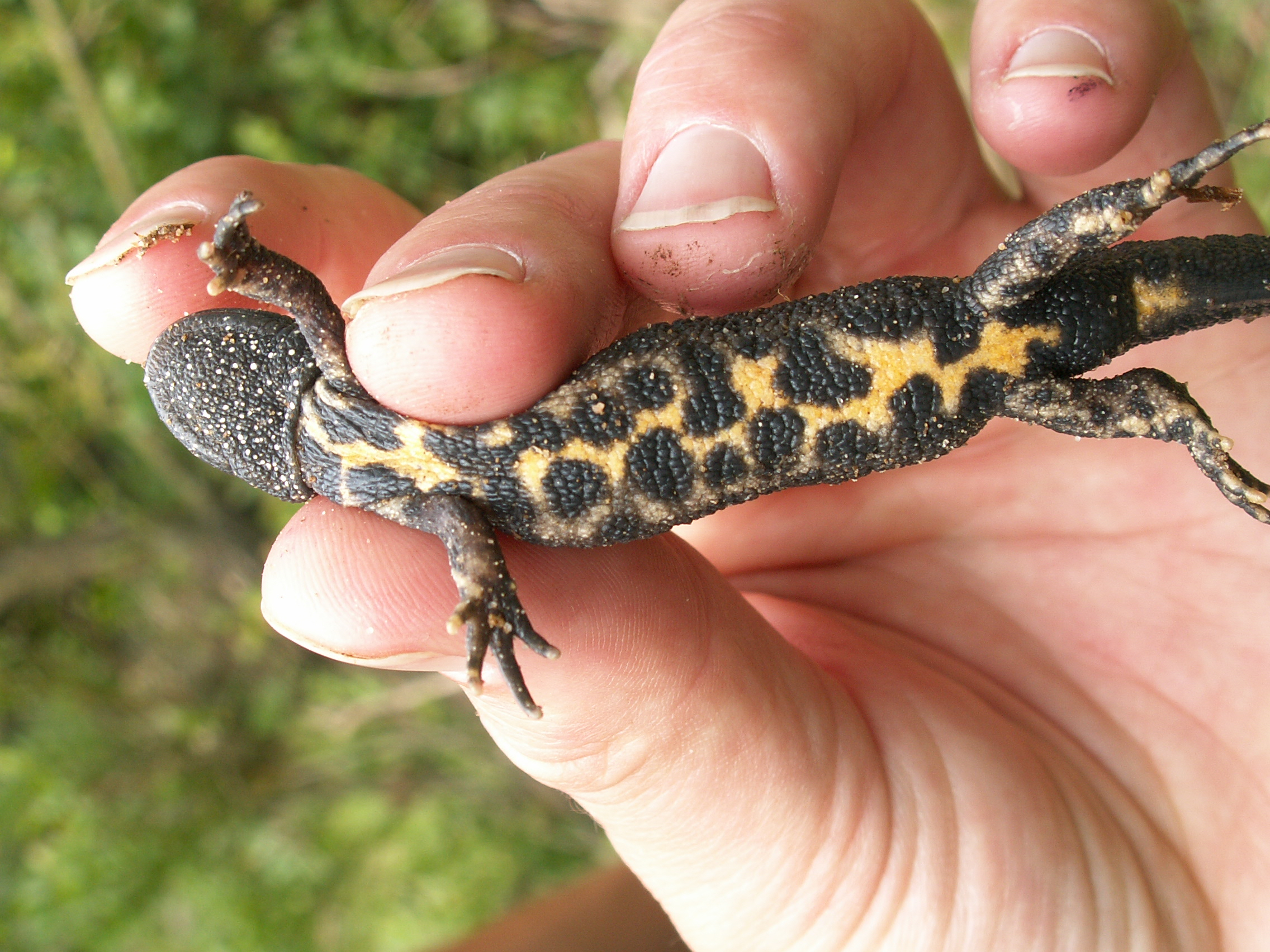
Čolek dravý v ruce člověka

Nebezpečí pro čolka dravého představuje ztráta přirozeného prostředí. Je citlivý na kvalitu vody, a navíc se nedokáže přesouvat na větší vzdálenosti. Mezi hlavní ohrožující hrozby patří odvodňování luk a lesů, proměna luk v pole, regulace potoků a zatrubňování drobných vodotečí, zasypávání jezírek v lomech, meliorace, chemizace zemědělství a jiné podobné. Hrozbu představuje také nešetrné vysazování rybích druhů, které se buďto živí přímo čolky a jejich larvami, anebo čolky připravují o potravu (v případě ryb živících se planktonem). Stavy druhu snižuje také zvýšený autoprovoz. Na Balkáně došlo ke ztrátě rozmnožovacích oblastí v důsledku úbytku jarních dešťů, možná vlivem současných klimatických změn.
Mezi obojživelníky žijícími na evropském kontinentu patří čolek dravý k zástupcům s nejvíce klesající populací. Chráněn je podle Směrnice o stanovištích a zapsán ve druhé příloze Úmluvy o ochraně evropských planě rostoucích rostlin, volně žijících živočichů a přírodních stanovišť. Mezinárodní svaz ochrany přírody (IUCN) považuje od roku 2023 čolka dravého za zranitelný druh, u něhož předpokládá pokles populací o více než 30 % v průběhu příštích 15–30 let. Jako potenciální riziko zmiňuje i šíření patogenu Batrachochytrium salamandrivorans, jenž byl do Evropy zavlečen z Asie a vyvolává potenciálně smrtelné onemocnění chytridiomykózu.
V Česku patří čolek dravý mezi nejvzácnější obojživelníky. Červený seznam České republiky jej vedl jako kriticky ohrožený druh, po identifikaci většího množství lokalit, kde se čolek vyskytuje, byl ale přeřazen mezi druhy ohrožené. Tato data však nedokládají výraznější šíření čolka v rámci Česka, spíše jde o výsledky preciznějšího monitoringu. Pro zachování tohoto druhu je důležitá ochrana míst, kde se rozmnožuje, a vytváření nových vhodných vodních nádrží.
Čolek dravý se vyskytuje v řadě chráněných oblastí, přičemž v Česku je vázán na Národní park Podyjí a přidružené oblasti.